# Mobula japanica
Mobula japanica är en rockeart som först beskrevs av Müller och Henle 1841.  Mobula japanica ingår i släktet Mobula och familjen örnrockor. IUCN kategoriserar arten globalt som nära hotad. Inga underarter finns listade i Catalogue of Life.